# Soundscape of Silence
Soundscape of Silence è il quinto album in studio del gruppo musicale finlandese Before the Dawn, pubblicato il 29 ottobre 2008.

## Tracce
1. Dying Sun – 3:11
2. Exile – 3:59
3. Silence – 3:01
4. Dead Reflection – 3:41
5. Hide Me – 3:29
6. Fabrication – 3:50
7. Saviour – 3:14
8. Monsters – 4:50
9. Cold – 4:09
10. Last Song – 2:52

Traccia bonus
1. Ignite – 3:05

## Formazione
- Tuomas Saukkonen - voce, chitarra, tastiera, batteria
- Juho Räihä - chitarra ritmica
- Lars Eikind - voce, basso